# Jan Jans (politicus)
Johannes Wilhelmus Antonius (Jan) Jans (Voorst, 28 augustus 1920 - Bakel en Milheeze, 20 november 1987) was een Nederlands politicus voor het CDA. Van 1965 tot 1985 was hij burgemeester van de toenmalige gemeente Oploo, St. Anthonis en Ledeacker
Bij zijn afscheid als burgemeester van deze gemeente verscheen het boek Tussen Komen En Gaan: 1965-1985. Een Ambtsperiode in De Gemeente Oploo, St. Anthonis En Ledeacker, Stevensbeek En Westerbeek van W.F.J. van den Berg.